# Sougy-sur-Loire
Sougy-sur-Loire is een gemeente in het Franse departement Nièvre (regio Bourgogne-Franche-Comté) en telt 602 inwoners (2009). De plaats maakt deel uit van het arrondissement Nevers.

## Geografie
De oppervlakte van Sougy-sur-Loire bedraagt 32,7 km², de bevolkingsdichtheid is 18,3 inwoners per km².
De onderstaande kaart toont de ligging van Sougy-sur-Loire met de belangrijkste infrastructuur en aangrenzende gemeenten.

## Demografie
Onderstaande figuur toont het verloop van het inwonertal (bron: INSEE-tellingen).